# Per Thorén
Per Thorén (n. 26 ianuarie 1885, Jakob and Johannes parish⁠(d), Suedia – d. 5 ianuarie 1962, Stockholm, Suedia) a fost un patinator artistic ce a reprezentat Suedia, medaliat olimpic. A participat la o ediție a Jocurilor Olimpice (1908) în care a câștigat o medalie de bronz.

## Participări
Lista de mai jos prezintă principalele competiții la care a participat Per Thorén de-a lungul carierei.
- figure skating at the 1908 Summer Olympics – men's singles[*]